# Alexander Alexandrowitsch Archangelski
Alexander Alexandrowitsch Archangelski (russisch Александр Александрович Архангельский, wissenschaftliche Transliteration Aleksandr Aleksandrovič Archangel'skij; * 17. Dezemberjul. / 29. Dezember 1892greg. in Kasan; † 18. Dezember 1978 in Moskau) war ein sowjetischer Flugzeugkonstrukteur.

## Leben
Archangelski begann 1911 ein Studium an der Technischen Hochschule in Moskau. Dort gehörte er zum Kreis von Nikolai Jegorowitsch Schukowski. Bereits während des Ersten Weltkrieges arbeitete er im wissenschaftlichen Bereich des russischen Flugzeugbaus. So war er an der Konstruktion des Großflugzeuges „Swjatogor“ sowie an der Organisation des Lizenzbaus der französischen Farman F.27 beteiligt.  Die Moskauer Technische Hochschule schloss er im Jahre 1918 ab und wechselte dann zum ZAGI. Dort wurde er nach dem Tode Schukowskis im März 1921 Direktor. Er arbeitete eng mit Andrei Nikolajewitsch Tupolew, dem stellvertretenden Direktor, zusammen und war an den meisten seiner Konstruktionen beteiligt. Nachdem Tupolew im Juni 1936 das ZAGI verlassen hatte, folgte ihm Archangelski als Chefkonstrukteur und stellvertretender Generalkonstrukteur ins neu gegründete OKB-156.
Tupolew und Archangelski wurden 1937 im Zuge des Großen Terrors verhaftet.
Es gelang ihm, 1940 seinen Doktor der technischen Wissenschaften zu machen. 1941 wurden alle Beschränkungen aufgehoben. Da Tupolew während seiner Haftzeit das OKB zwischenzeitlich nicht leiten konnte, wurde Archangelski bis zu dessen Rückkehr 1943 als Leiter eingesetzt. Archangelski selbst musste unter der Aufsicht des NKWD arbeiten. Das Konstruktionsbüro setzte die Arbeiten an der Tu-2 fort. Dabei entstand auch die Archangelski Ar-2. Nach der Rückkehr Tupolews 1943 wurde Archangelski wieder der zweite Mann im OKB und beteiligte sich entsprechend an allen wichtigen Projekten.
Nach dem Zweiten Weltkrieg beteiligte sich Archangelski bei Tupolew an der Serie der Passagiermaschinen, angefangen bei der Tu-104 bis hin zur Tu-144, sowie an den Bomberprojekten Tu-4 und Tu-16.
Alexander Archangelski war Held der sozialistischen Arbeit (1947), sechsfacher Träger des Leninordens, wurde dreimal mit dem Staatspreises (1941, 1949, 1959), viermal mit dem Orden des Roten Banners der Arbeit, 1971 mit dem Orden der Oktoberrevolution und einmal (1957) mit dem Leninpreis ausgezeichnet.
Sein Grab befindet sich auf dem Nowodewitschi-Friedhof in Moskau.